# Conescharellina laevis
Conescharellina laevis är en mossdjursart som beskrevs av Silén 1947. Conescharellina laevis ingår i släktet Conescharellina och familjen Biporidae. Inga underarter finns listade i Catalogue of Life.